# Casserengue
Casserengue is een gemeente in de Braziliaanse deelstaat Paraíba. De gemeente telt 6.985 inwoners (schatting 2009).